# Hydroptila warisa
Hydroptila warisa är en nattsländeart som beskrevs av Wells 1984. Hydroptila warisa ingår i släktet Hydroptila och familjen smånattsländor. Inga underarter finns listade i Catalogue of Life.